# Sander Kleinenberg
 (mai 2013).
Si vous disposez d'ouvrages ou d'articles de référence ou si vous connaissez des sites web de qualité traitant du thème abordé ici, merci de compléter l'article en donnant les références utiles à sa vérifiabilité et en les liant à la section « Notes et références ».
Sander Kleinenberg, né le 29 décembre 1971 à Delft, est un disc jockey et producteur de musique électronique néerlandais.

## Discographie
(juin 2015).

### Albums
- 2010 : 5K

## Singles
- 1996 : "YDW (You Do Me Wrong)" as S 'N' S,  (Strictly Rhythm)
- 1999 : "4 Seasons EP", (Combined Forces)
- 1999 : "Sacred", (Combined Forces)
- 2000 : "My Lexicon", (Essential Recordings
- 2004 : "The Fruit", (Little Mountain Recordings)
- 2006 : "This is Ibiza/This is Miami", (Little Mountain Recordings)
- 2009 : "This is Our Night"
- 2014 : "Can Your Feel It" (Spinnin' Deep)
- 2014 : "Wicked Things" (Spinnin' Deep)

### Remixes
- 1995 : Art of Silence - West 4
- 1999 : Vincent de Moor - Between 2 Fires
- 1999 : Three Drives on a Vinyl - Greece 2000
- 2001 : Sasha & Darren Emerson - Scorchio
- 2001: PMT - Deeper Water
- 2001 : Röyksopp - Poor Leno
- 2001 : System F - Exhale
- 2002 : Lamya - Empires (Bring Me Men)
- 2002 : Lexicon Avenue - From Dusk Till Dawn
- 2003 : Justin Timberlake - Rock Your Body
- 2003 : BT - Somnambulist
- 2004 : Janet Jackson- All Nite (Don't Stop)
- 2005 : Eurythmics - I've Got a Life
- 2006 : Mylo - Muscle Car
- 2011 : Daft Punk - Tron Legacy (End Titles)

## Mixes
- 2000 : Tranceglobal Airways, (Mixmag)
- 2001 : Nubreed 004, (Boxed)
- 2002 : Sander Kleinenberg: Essential Mix, (Warner)
- 2003 : Renaissance: Everybody, (Renaissance)
- 2004 : This is Everybody Too (Renaissance) (Billboard Top Electronic Albums #11)[18]
- 2005 : This is Everybody! On Tour, (Everybody Loves Music)
- 2007 : This is... Sander Kleinenberg[2]